# Racławice Wielkie
Racławice Wielkie (do 1945 niem. Haidänichen) – wieś w Polsce położona w województwie dolnośląskim, w powiecie wrocławskim, w gminie Kobierzyce. 

## Podział administracyjny
W latach 1975–1998 miejscowość administracyjnie należała do województwa wrocławskiego.

## Zabytki
Do wojewódzkiego rejestru zabytków wpisany jest:
- park, z drugiej połowy XIX w.

zabytki nieistniejące:
- neorenesansowy pałac z końca XIX w., zniszczony podczas II wojny światowej i później rozebrany